# Parafia Świętych Apostołów Piotra i Pawła w Krynicy-Zdroju
Parafia Świętych Apostołów Piotra i Pawła – greckokatolicka parafia znajdująca się w Krynicy-Zdroju. Parafia należy do dekanatu krakowsko-krynickiego i archieparchii przemysko-warszawskiej. Założona w XV w.; reaktywowana 1982 r.